# Vác
Vác é uma cidade da Hungria, situada no condado de Peste. Tem 61,6 km² de área e sua população em 2019 foi estimada em 36.310 habitantes.
Situada ao norte de Budapeste, é a sede de um bispado católico romano, fundado no século XI, possuindo uma catedral construída entre 1761 e 1777, seguindo o modelo da Basílica de São Pedro em Roma.
Economicamente, produz e exporta vinho, e possui indústria química, metalúrgica, têxtil e cimento.